# Castello di Padernello
Il castello di Padernello è un castello risalente al XV secolo di Padernello, antico borgo nei pressi di Borgo San Giacomo, in provincia di Brescia.

## Collocazione e storia

### Dal XIV al XVII secolo

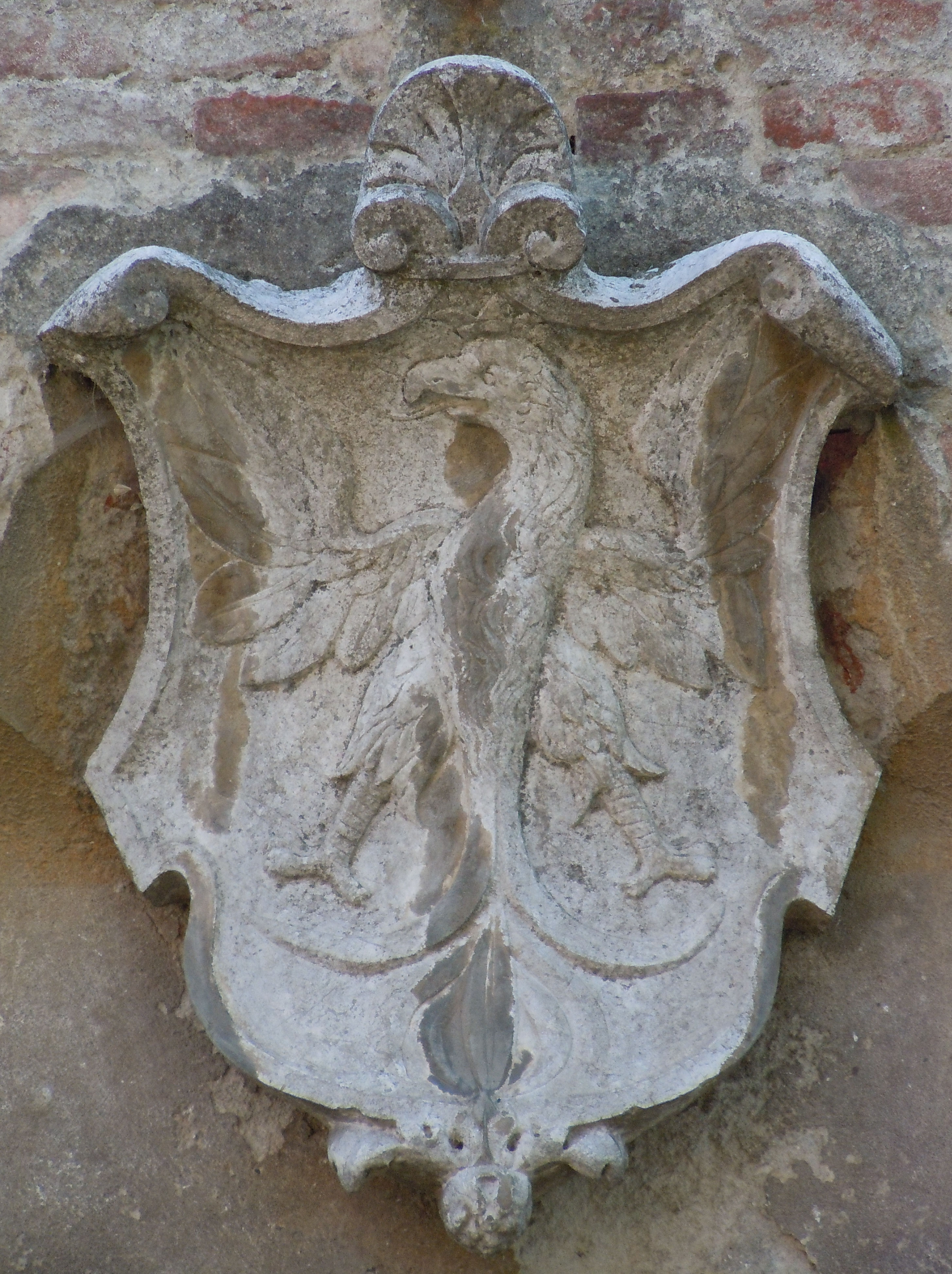
Stemma dei Martinengo sul ponte levatoio del castello

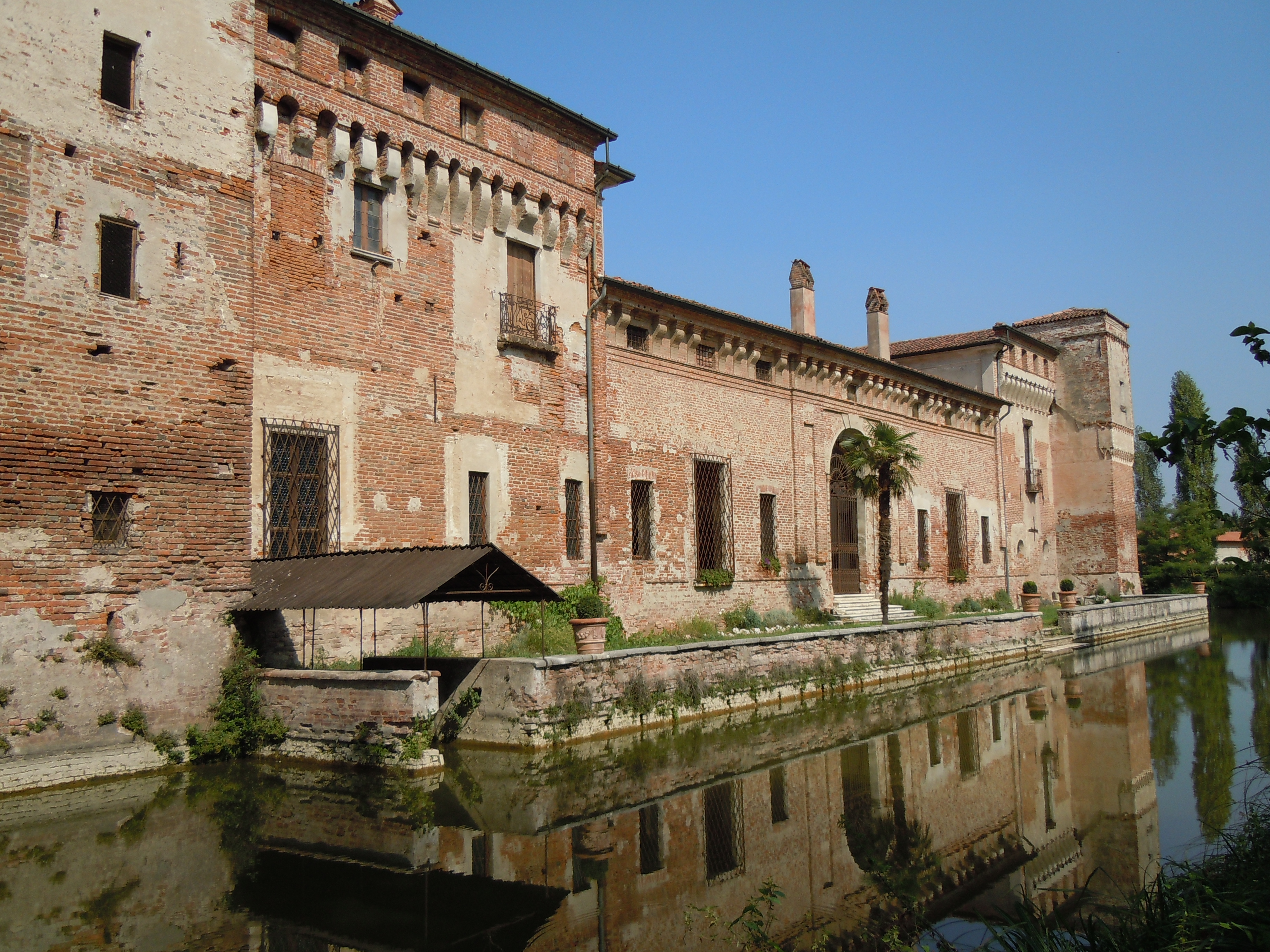
Veduta del lato posteriore del castello

La struttura, circondata da fossato con ponte levatoio funzionante e rivellino, si erge isolata nella pianura bresciana. Il castello, che domina il piccolo paese, è composto da 130 stanze su una superficie di 4000 m².
La costruzione del castello avvenne per opera dei Martinengo, famiglia di provenienza bergamasca, fedeli alla Repubblica di Venezia, in origine chiamata dei “Giselbertini”, che dal X e l'XI secolo si cominciò a nominare con l'appellativo “da Martinengo” poiché residente nel castello di Martinengo, nella pianura bergamasca.
La presenza della nobile casata a Gabiano (antico nome dell'attuale Borgo San Giacomo) è attestata a partire dall'XI secolo.
La nobile casata dei Martinengo rimase a Padernello fino al 1834; dal 1861 i possedimenti passarono alla famiglia Salvadego Molin Ugoni.
Il castello, edificato alla fine del XIV secolo da Bernardino Martinengo, è a pianta quadrata con quattro torri angolari di difesa.
La prima testimonianza sulla presenza di una fortificazione a Padernello risale al 1391: una casa-torre circondata da un doppio fossato, che sovrasta un territorio di vitigni, boschi e pascoli.
La costruzione del castello vero e proprio iniziò nella prima metà del XV secolo ad opera di due rami della famiglia Martinengo: i Martinengo di Padernello o “della Fabbrica” e i Martinengo “delle Palle”.
Verso il 1470 il maniero è già provvisto di mastio dotato di mensoloni e caditoie con funzioni di controllo e avvistamento del territorio limitrofo, munito di feritoie e merlature guelfe, altresì dotato di mensoloni e caditoie. Dello stesso periodo risale l'elegante porticato sul lato Nord, caratterizzato da colonne in pietra con capitelli recanti scudi con l'aquila imperiale, simbolo araldico della casata.
Nel cortile interno sorge un loggiato sul lato Ovest a pilastri tipicamente cinquecentesco sui quali campeggiano gli stemmi delle famiglie Martinengo e Colleoni, famiglia quest'ultima imparentata coi Martinengo. Del Cinquecento sono il grande salone del lato Est e il porticato del lato Sud e, dell'interno, i soffitti a vela o a botte e i soffitti lignei a cassettoni riccamente decorati.
La struttura ha subito notevoli rimaneggiamenti nel tempo, i primi dei quali intercorsi già nella prima metà del XVI secolo.
Nel Settecento il castello subì un importante rinnovamento architettonico e di funzione. L'allora conte Gerolamo Silvio convertì il maniero in un'elegante villa signorile secondo lo stile dell'epoca. A questo periodo si deve la realizzazione dello scalone settecentesco, opera del celebre architetto Giovanni Battista Marchetti (1686-1758), dal 1758 direttore della costruzione del duomo nuovo di Brescia. Si realizzarono inoltre una splendida sala da ballo, la cappella dedicata a San Faustino e Giovita. Il prospetto esterno sui lati Nord e Est venne ingentilito con balconcini in pietra e ringhiere in ferro battuto, mentre sul lato Sud venne aperto un ampio portale centrale da cui si accede l'accesso al giardino sul fossato.

### Dal XVIII al XXI secolo
Nel 1834, dopo più di quattro secoli la casata dei Martinengo di Padernello, con la morte di Girolamo Silvio II Martinengo, si estinse per l'assenza di eredi maschi. Alla morte dell'ultimo Martinengo le proprietà venete vennero affidate alla moglie contessa Elisabetta Michiel, mentre quelle della provincia di Brescia passarono al cugino Alessandro Molin. Alla morte di quest’ultimo le proprietà vennero ereditate dalle sorelle Maria e Alba, sposate rispettivamente al conte Panciera di Zoppola e al nobile Pietro Salvadego. Padernello, il castello e altre proprietà vennero assegnate, in seguito alla suddivisione delle proprietà del 1861, ai nobili Salvadego. Ultimo conte a risiedere al castello fu Filippo Molin Ugoni Salvedego, il quale, per motivi di salute, preferì trasferirsi nel 1961 nel suo palazzo di Brescia, dove morì nel 1965.
Da allora il castello di Padernello venne abbandonato, lasciandolo esposto alle intemperie, all'incuria e allo sciacallaggio, nonostante nel 1912 fosse stato definito di alto pregio architettonico e di interesse nazionale da parte del Ministero della Pubblica Istruzione.
Negli anni Ottanta l'unica realtà impegnata nella difesa del castello e del suo borgo era l'"Associazione Amici del Castello", la quale restaurò l'antica posteria l'Aquila Rossa, simbolo imperiale dei Martinengo, con l'intento di salvare il maniero e valorizzare il borgo di Padernello. Grande ispiratore dell'associazione fu Monsignore Don Antonio Fappani, autore dell'Enciclopedia Bresciana.
Nel 2016 viene conferita la targa di segnalazione dell'Istituto Italiano dei Castelli per l'ottimo restauro strutturale, architettonico, ambientale e l'ottima manutenzione e la consentita l'accessibilità.

## La Fondazione Castello di Padernello
Nel 2002 crollò gran parte della cinta muraria alla destra del rivellino, del tetto sul salone da ballo, della soletta della cucina storica. A fronte di questa situazione il comune di Borgo San Giacomo decise di acquistare l'antica residenza dei Martinengo.
Nel 2005 il maniero venne così acquistato dal Comune di Borgo San Giacomo e da un gruppo di imprenditori che iniziarono i lavori di restauro. Entrambe le proprietà – pubblica e privata – concessero in comodato d’uso gratuito ventennale l’immobile alla Fondazione di Partecipazione denominata Fondazione Castello di Padernello costituitasi nello stesso anno, impegnata nel recupero, nella gestione e nella promozione del maniero.

### I restauri
Nel corso di ormai dieci anni di lavoro la Fondazione Castello di Padernello ha restaurato buona parte del maniero.
Nel 2006 si restaurano: cucina cinquecentesca, salone da ballo e tetto;
nel 2007 si prosegue con il restauro del lato ovest, la zona delle biblioteche;
tra il 2008 e il 2009, si sistema la pavimentazione interna del cortile, le facciate interne e lo scalone settecentesco;
tra il 2011 e il 2012 si restaura la sala rossa con soffitto ligneo;
nel 2014 si inaugura il salone da ballo;
nel 2015 si conclude il restauro della cappella gentilizia.

### Le attività culturali
Al contempo la Fondazione Castello di Padernello promuove una serie di iniziative e manifestazioni artistiche, culturali ed enogastronomiche, tra cui: mostre, rappresentazioni teatrali (alcune autoprodotte), convegni, rassegne cinematografiche, rassegne e performance artistiche (musica, danza, concerti e opere liriche), archivi, visite quotidiane al castello, visite di scolaresche e laboratori didattici su natura e storia del territorio.
Tra le personalità passate al castello troviamo Marco Vaninni (2007), Giovanna Fozzer (2007), Giulio Giorello (2007), Salvatore Natoli (2007), Silvano Agosti (2007), Carla Boroni (2009), Vito Mancuso (2009), Carlo Sini (2009), Piergiorgio Cinelli (2009), Franco Piavoli (2009) Jean-Luc Nancy (2010), Stefano Benni (2010), Mino Martinazzoli (2010), Ervin Lazlo (2011), Mariangela Gualtieri (2012), Marco Guazzone & STAG (2013), Giorgio Diritti (2016) Massimo Zamboni (co-fondatore dei CCCP Fedeli alla linea e dei CSI) (2016), Franco Arminio (2017), Filippo Minelli (2017), le Funne, le ragazze che sognavano il mare (lungometraggio di Katia Bernardi), Michelangelo Frammartino (2017), Franco Piavoli (2018), Marco Rossi (2019).
Nel 2008 l'artista italiano di arte in natura Giuliano Mauri realizza il Ponte San Vigilio. Il ponte, opera vegetale, collega la strada vicinale di Borgo San Giacomo con Padernello e ha permesso di riaprire il limes romano della centuriazione augustea, che portava da San Paolo a Quinzano.
Nel 2009 vengono catalogati i materiali cartacei e digitali presenti nella libreria personale di Mina Mezzadri, regista teatrale bresciana, realizzando il Centro Documentazione Teatrale Foppa 3. Inoltre è sede della biblioteca del Centro Studi San Martino di Brescia sull'agricoltura, creata nel 1998 da Monsignor Antonio Fappani, all'interno della Fondazione Civiltà Bresciana. Il castello raccoglie anche la Mediateca della Bassa Bresciana nata dall'incontro tra il gruppo degli Amici del Castello e la Fondazione Civiltà Bresciana.
Dal 2012 è sede di uno dei due "Mercati della Terra" di Slow Food della Lombardia.
Nel 2015 la Fondazione Castello di Padernello ripropone il cosiddetto "ciclo di Padernello" del Pitocchetto -- così nominato da Roberto Longhi -- grazie a delle riproduzioni che danno un'idea della quadreria acquistata all’asta nel 1882 dal conte Bernardo Salvadego.
Nel 2016 viene donata alla Fondazione Castello di Padernello la biblioteca di Italo Valent dalla famiglia.
Nel 2017 il Castello di Padernello ospita il festival Arpe in villa, in cui si incrociano didattica e spettacoli attraverso i corsi intensivi, seminari e concerti per arpa moderna, barocca e rinascimentale, mandolino e canto lirico.

## La leggenda dellaDama Bianca
La leggenda vuole che la figlia del conte Gaspare Martinengo e di Caterina Colleoni Biancamaria (1466-1480), malinconica e cagionevole di salute, fosse morta, nel 1480, attirata dalla magia luminosa delle lucciole, precipitando nel fossato del castello dando vita alla leggenda della Dama Bianca. Ogni dieci anni il 20 di luglio, la stessa notte della sua morte, il suo fantasma ricompare nel castello vestito di bianco, con in mano un libro aperto dorato contenente il suo segreto.